# Tufahija

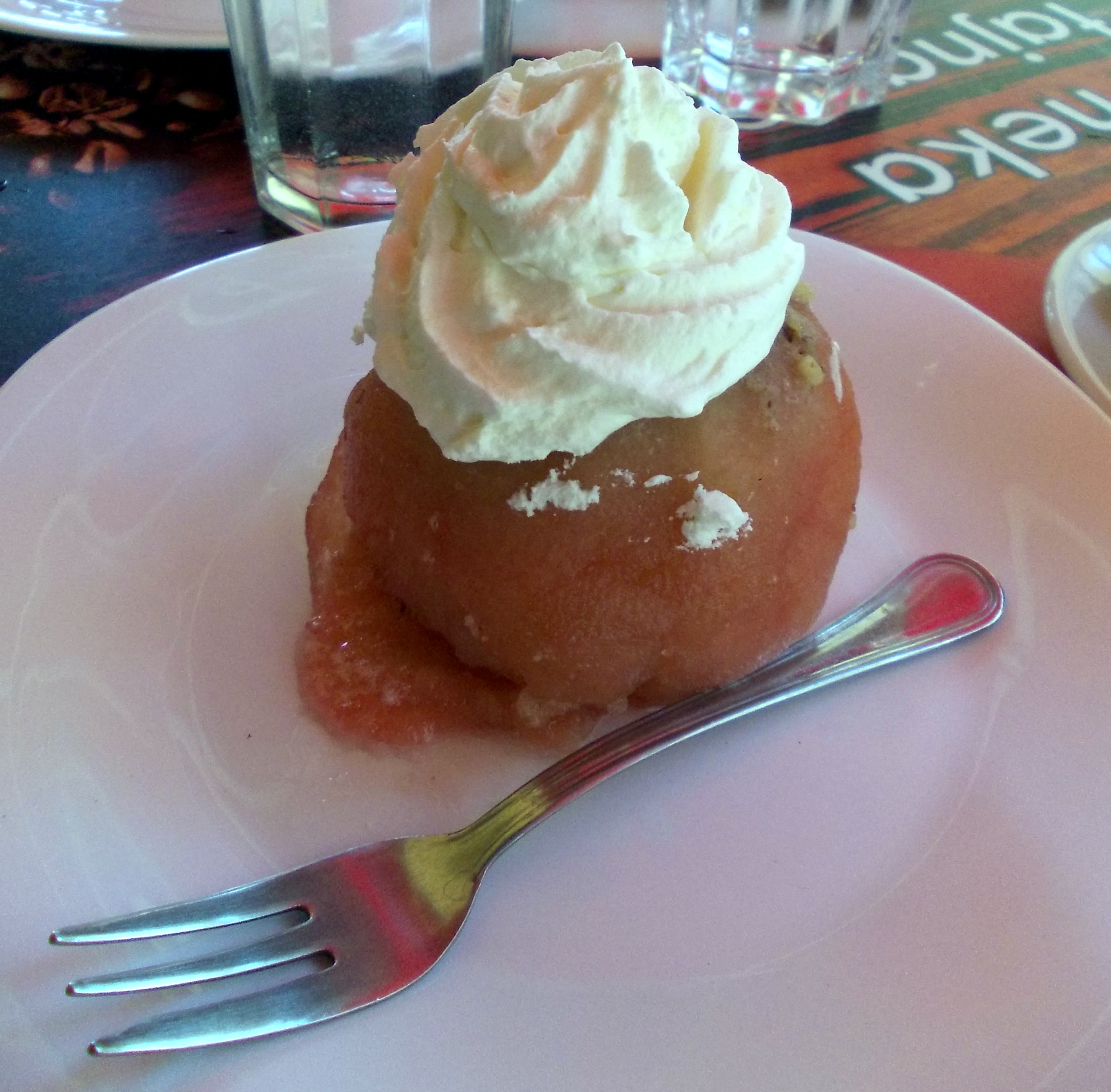
Tufahija se šlehačkou podávaná v cukrárně v Mostaru

Tufahija, česky i tufahije, je bosenský dezert vyrobený z jablka plněného ořechovou náplní vařeného ve vodě s cukrem. Tufahija je velmi populární v Bosně a Hercegovině, Severní Makedonii a Srbsku. Tufahija se dostala na Balkán během osmanské nadvlády, zákusek pochází z Persie.

## Etymologie
Slovo tufahija má původ v arabštině, slovo tuffàh (تفاحة‎) znamená jablko.

## Příprava
Jablka se oloupou, jadřince odstraní a vaří ve sladké vodě s citronem. Našlehá se máslo, přidají se mleté mandle nebo vlašské ořechy, trochu mleté kávy a míchaný vaječný bílek a trochu šlehačky (sladké smetany) a ze všeho se udělá jednolitá hmota. Jablka se naplní náplní. Přelije se cukrovým sirupem (sorbetem) a ozdobí smetanovou pěnou, na kterou se položí višeň nebo třešeň. Tufahija se podává chladná.

## Servírování
Tufahija se podává např. ve velké sklenici přelitá sirupem a nahoře ozdobená šlehačkou.